# Venuše a Mars
Venuše a Mars (italsky Venere e Marte) je obraz italského renesančního umělce Sandra Botticelliho. Na dřevěné desce jsou technikou tempery zobrazeni Venuše, římská bohyně lásky, a Mars, římský bůh války. 

## Interpretace díla
Na obraze můžeme vidět ženu a muže, již představují římské bohy Venuši a Marta, obklopené postavami satyrů. Venuše, bohyně lásky, je alegorií krásy a srdečnosti, zatímco spící Mars symbolizuje válku. Z obrazu plyne, že láska má moc porazit válku. 
Venuše se díky své kráse a svému půvabu stala jednou z nejmocnějších bohyň. Jejím manželem, kterého jí vybral nejvyšší bůh Zeus, byl ohyzdný a chromý božský kovář Hefaistos. Jelikož se jí její muž nelíbil, začala si hledat milence, přičemž jedním z nich byl zuřivý a nebezpečný bůh války Mars. Mars byl jeden z hlavních bohů, jehož Římané uctívali, protože obdivovali jeho moc a důstojnost. Podle bájí měl Mars s Vestálkou Rheou Silvií dva syny, Romula a Rema, již se stali zakladateli Říma, a Římané se tak pokládali za potomky samotného boha. Martovou ženou byla bohyně Neria, o které však v mytologii není mnoho zmínek. Ví se jen to, že se jí zmocnil únosem. Zde lze pozorovat podobnost s Ovidiovým Zefyrem, který unesl svou nevěstu Chloris. Mars nemohl odolat Venušinu půvabu, protože ona  do něj též byla zamilovaná, a tak trávili společný čas vysedáváním a milováním se na exotických místech. 
Dalšími postavami na obraze jsou čtyři postavy satyrů, jež Botticelli zobrazil přesně podle antické mytologie. Byli to polobozi, často považováni za lesní démony a skřítky. Od pasu nahoru tvořilo tělo kozla. Čtyři satyrové si hrají s Martovým brněním a zbraněmi, které odložil během milostné chvíle stranou. Jeden z nich fouká do lastury, aby vzbudil boha války. Satyry Botticelli namaloval jako malé a rozpustilé děti, které stylizoval jako zoomorfní bytosti a jejich tvářičky nepůsobí mile, ale naopak děsivě. Satyrové, kteří se nenápadně plíží kolem bohů, hrají v tomto obraze vtipnou roli. Každý z nich si hraje s kusem vybavení Martovy výzbroje. Jeden má helmu, která je pro jeho hlavu příliš velká a spolu s druhým satyrem se snaží zvednout kopí, třetí fouká do mořské ulity, aby probudil boha války a poslední si zkouší jeho brnění.
Botticelli ukázal Venuši v oděvu, který byl v souladu s dobovou módou, přičemž zahalil celou její postavu, zatímco Marta nechal téměř nahého. Bohové si spolu hoví v příjemné atmosféře na pokraji lesa, kde Venuše pomáhá uklidnit negativní rysy Marta. Ten tak může v klidu odpočívat díky její přítomnosti. Obě postavy leží v poloze, kterou Botticelli viděl na reliéfu Bakchus a Ariadna ze starého sarkofágu, který je momentálně ve Vatikánu.
Na malbě v pravém horním rohu je zobrazen roj vos, který naznačuje spojení s rodinou Vespucciovců. V italském jazyce slovo vespa znamená vosa. Proto nám mohou postavy evokovat Giuliana de' Medici a Simonettu Vespucciovou v podobě antických bohů. Na jejich postavách můžeme vidět detailní a realistické zobrazení závěsů a oděvů, do nichž jsou jejich těla a partie zahalené.
Celý výjev působí, jako kdyby byl celý děj zastaven nečinností bohů. Venuše působí chladněji kvůli sněhobílé drapérii a šedé pokožce, díky čemuž se její postava jeví jakoby seděla v šeru, v kontrastu s více osvětleným Marsem. Obě tonality se navzájem doplňují. Bohyně působí melancholicky a vyzařuje z ní panenská čistota a nevinnost. Za postavou Venuše je vidět hustý les, který částečně ukrývá milenecký pár. Stromy za bohyní připomínají stromy z Primavera. Zřejmě jde o stromy myrty, které symbolizují Venuši.
Na její postavě můžeme vidět Botticelli metamorfózu, tak jak to bylo na jedné z tří Grácií v Primavera. Její zapletené vlasy do copu se spojují na dekoltu do spony, kde se vzápětí proměňují na zlatý vzorovaný lem na jejím oděvu. Další metamorfózu lze vidět na postavách satyrů, kde jako by se zastavil čas jejich přeměny, ať už na lidské bytosti nebo na kozly. Výjev byl namalován podle veršů Angela Poliziana.
V některých případech je toto dílo považováno jako vizualizace Ficinovy teorie vzájemných vztahů planet. Takové téma použil Ficino. V jedné pasáži jeho komentářů vysvětluje tento mýtus pomocí astronomické interpretace: „Mars vyniká mezi planetami svou silou, protože on dělá muže silnějšími, ale Venuše mu vládne /.../ Když je Venuše v konjunkci s Marsem, je s ním v opozici /. ../ jeho zloba je často zastavena /.../ zdá se, že ona nad ním vládne a zklidňuje Marsa, avšak Mars nikdy nevládne Venuši.“ Jinými slovy můžeme říci, že Venuše, jež je zdrojem lásky a harmonie, takto vzpírá proti Martovi, symbolu nenávisti a disharmonie a poráží ho svou ctností harmonie protikladů.
Toto dílo má charakteristické rysy Botticelliho tvorby, je snové, vysoce sofistikované a zároveň celé vykonstruované.